# Douzième circonscription de la Seine-Saint-Denis
La douzième circonscription de la Seine-Saint-Denis est l'une des 12 circonscriptions législatives françaises que compte le département de la Seine-Saint-Denis (93) situé en région Île-de-France.

## Description géographique et démographique
La douzième circonscription de la Seine-Saint-Denis est délimitée par le découpage électoral de la loi no 86-1197 du 24 novembre 1986, elle regroupe les divisions administratives suivantes : cantons de Livry-Gargan, Montfermeil, Le Raincy, c'est-à-dire les communes de Livry-Gargan, Vaujours, Coubron, Le Raincy, Clichy-sous-Bois, Montfermeil
D'après le recensement général de la population en 1999, réalisé par l'Institut national de la statistique et des études économiques (INSEE), la population de cette circonscription est estimée à 112 802 habitants,.

## Historique des députations
| Législature | Début de mandat | Fin de mandat  | Député         | Parti politique | Observations |
| ----------- | --------------- | -------------- | -------------- | --------------- | --- |
| VIIIe       | 2 avril 1986    | 14 mai 1988    | Éric Raoult    | RPR             | Proportionnelle par département, pas de député par circonscription. Mandat écourté à la suite d'une dissolution parlementaire décidée par François Mitterrand. |
| IXe         | 23 juin 1988    | 1er avril 1993 | Éric Raoult    | RPR             | |
| Xe          | 2 avril 1993    | 21 avril 1997  | Éric Raoult,   | RPR,            | Mandat écourté à la suite d'une dissolution parlementaire décidée par Jacques Chirac.                                                                          |
| XIe         | 12 juin 1997    | 18 juin 2002   | Alain Calmat,  | DVG,            | |
| XIIe        | 19 juin 2002    | 19 juin 2007   | Éric Raoult,   | UMP,            | |
| XIIIe       | 20 juin 2007    | 19 juin 2012   | Éric Raoult    | UMP             | |
| XIVe        | 20 juin 2012    | 20 juin 2017   | Pascal Popelin | PS              | |
| XVe         | 21 juin 2017    | 21 juin 2022   | Stéphane Testé | LREM            | |
| XVIe        | 22 juin 2022    | 9 juin 2024    | Jérôme Legavre | POI             | Mandat écourté à la suite d'une dissolution parlementaire décidée par Emmanuel Macron.                                                                         |
| XVIIe       | 8 juillet 2024  | En cours       | Jérôme Legavre | POI             | |

## Historique des élections

### Élections de 1988
| Candidat       | Candidat                  | Parti          | Premier tour | Premier tour | Second tour | Second tour |  |
| Candidat       | Candidat                  | Parti          | Voix         | %            | Voix        | %           |  |
| -------------- | ------------------------- | -------------- | ------------ | ------------ | ----------- | ----------- |  |
|                | Éric Raoult sortant réélu | RPR (URC)      | 13 238       | 36,66        | 19 985      | 52,19       |  |
|                | Isabelle Thomas           | PS             | 11 063       | 30,63        | 18 309      | 47,81       |  |
|                | Geneviève Delzant         | FN             | 5 549        | 15,36        |             |             |  |
|                | André Dechamps            | PCF            | 5 158        | 14,28        |             |             |  |
|                | Valérie Stano             | Divers droite  | 651          | 1,8          |             |             |  |
|                | Édouard Gros-Dubois       | Divers droite  | 174          | 0,48         |             |             |  |
|                | Dominique Plée            | POE            | 163          | 0,45         |             |             |  |
|                | Kamel Kabtane             | Divers droite  | 119          | 0,33         |             |             |  |
|                |                           |                |              |              |             |             |  |
| Inscrits       | Inscrits                  | Inscrits       | 59 059       | 100,00       | 59 046      | 100,00      |  |
| Abstentions    | Abstentions               | Abstentions    | 22 204       | 37,6         | 19 405      | 32,86       |  |
| Votants        | Votants                   | Votants        | 36 855       | 62,4         | 39 641      | 67,14       |  |
| Blancs et nuls | Blancs et nuls            | Blancs et nuls | 740          | 2,01         | 1 347       | 3,4         |  |
| Exprimés       | Exprimés                  | Exprimés       | 36 115       | 97,99        | 38 294      | 96,6        |  |

Le suppléant d'Éric Raoult était Jean Carlin, conseiller général, maire de Coubron.

### Élections de 1993
| Candidat       | Candidat                  | Parti          | Premier tour | Premier tour | Second tour | Second tour |  |
| Candidat       | Candidat                  | Parti          | Voix         | %            | Voix        | %           |  |
| -------------- | ------------------------- | -------------- | ------------ | ------------ | ----------- | ----------- |  |
|                | Éric Raoult sortant réélu | RPR (UPF)      | 13 671       | 36,9         | 19 752      | 68,19       |  |
|                | Gilbert Péréa             | FN             | 7 185        | 19,39        | 9 215       | 31,81       |  |
|                | Pascal Popelin            | PS (ADFP)      | 5 476        | 14,78        |             |             |  |
|                | Francis Terquem           | GÉ (EÉ)        | 2 743        | 7,4          |             |             |  |
|                | Gilbert Klein             | PCF            | 2 503        | 6,76         |             |             |  |
|                | Gérard Probert            | Divers gauche  | 1 096        | 2,96         |             |             |  |
|                | Violette Nougaret         | LT-LNÉ         | 874          | 2,36         |             |             |  |
|                | Olivier Guilbaud          | Divers droite  | 837          | 2,26         |             |             |  |
|                | Patrick Pennetier         | LO             | 568          | 1,53         |             |             |  |
|                | René Hauchard             | Divers         | 440          | 1,19         |             |             |  |
|                | Guy Depelley              | MDC            | 400          | 1,08         |             |             |  |
|                | Edmond Magne              | Divers         | 377          | 1,02         |             |             |  |
|                | Louis Cognet              | UDI            | 332          | 0,9          |             |             |  |
|                | Annie Franchtein          | AP             | 291          | 0,79         |             |             |  |
|                | Virgile René              | Régionaliste   | 134          | 0,36         |             |             |  |
|                | François Sabado           | LCR            | 120          | 0,32         |             |             |  |
|                |                           |                |              |              |             |             |  |
| Inscrits       | Inscrits                  | Inscrits       | 57 957       | 100,00       | 57 956      | 100,00      |  |
| Abstentions    | Abstentions               | Abstentions    | 19 335       | 33,36        | 22 791      | 39,32       |  |
| Votants        | Votants                   | Votants        | 38 622       | 66,64        | 35 165      | 60,68       |  |
| Blancs et nuls | Blancs et nuls            | Blancs et nuls | 1 575        | 4,08         | 6 198       | 17,63       |  |
| Exprimés       | Exprimés                  | Exprimés       | 37 047       | 95,92        | 28 967      | 82,37       |  |

Le suppléant d'Éric Raoult était Pierre Bernard, maire DVD de Montfermeil. Pierre Bernard remplaça Éric Raoult, nommé membre du gouvernement, du 19 juin 1995 au 21 avril 1997.

### Élections de 1997
| Candidat       | Candidat            | Parti              | Premier tour | Premier tour | Second tour | Second tour |  |
| Candidat       | Candidat            | Parti              | Voix         | %            | Voix        | %           |  |
| -------------- | ------------------- | ------------------ | ------------ | ------------ | ----------- | ----------- |  |
|                | Alain Calmat élu    | Divers gauche (PS) | 10 582       | 29,24        | 17 473      | 43,98       |  |
|                | Éric Raoult sortant | RPR                | 9 842        | 27,2         | 16 122      | 40,58       |  |
|                | Franck Timmermans   | FN                 | 7 981        | 22,05        | 6 136       | 15,44       |  |
|                | Henriette Zoughebi  | PCF                | 2 421        | 6,69         |             |             |  |
|                | Xavier Lemoine      | MPF (LDI)          | 980          | 2,71         |             |             |  |
|                | Patrick Pennetier   | LO                 | 869          | 2,4          |             |             |  |
|                | René Magne          | Divers écologiste  | 782          | 2,16         |             |             |  |
|                | Bruno Walther       | GÉ                 | 684          | 1,89         |             |             |  |
|                | Pierre Ouvry        | Extrême droite     | 410          | 1,13         |             |             |  |
|                | Alain Billon        | MDC                | 339          | 0,94         |             |             |  |
|                | Monique Le Calvez   | MÉI                | 305          | 0,84         |             |             |  |
|                | Carole Paplorey     | US4J               | 211          | 0,58         |             |             |  |
|                | Anne Valentin       | Divers             | 156          | 0,43         |             |             |  |
|                | Francis Jolivet     | PT                 | 146          | 0,4          |             |             |  |
|                | Simon Dielna        | Divers gauche      | 126          | 0,35         |             |             |  |
|                | Jean Gambardella    | Divers droite      | 120          | 0,33         |             |             |  |
|                | Réjane Leycuras     | Extrême droite     | 97           | 0,27         |             |             |  |
|                | Alain Lebettre      | PRS                | 71           | 0,2          |             |             |  |
|                | Celina Oualli       | MDR                | 37           | 0,1          |             |             |  |
|                | René Seigel         | AREV               | 29           | 0,08         |             |             |  |
|                | Barbara Groult      | Divers             | 0            | 0            |             |             |  |
|                |                     |                    |              |              |             |             |  |
| Inscrits       | Inscrits            | Inscrits           | 56 821       | 100,00       | 56 819      | 100,00      |  |
| Abstentions    | Abstentions         | Abstentions        | 19 390       | 34,12        | 15 989      | 28,14       |  |
| Votants        | Votants             | Votants            | 37 431       | 65,88        | 40 830      | 71,86       |  |
| Blancs et nuls | Blancs et nuls      | Blancs et nuls     | 1 243        | 3,32         | 1 099       | 2,69        |  |
| Exprimés       | Exprimés            | Exprimés           | 36 188       | 96,68        | 39 731      | 97,31       |  |

Le suppléant d'Alain Calmat était Claude Dilain, médecin, maire de Clichy-sous-Bois, élu conseiller général du canton du Raincy en 1998.

### Élections de 2002
| Candidat       | Candidat                 | Parti                              | Premier tour | Premier tour | Second tour | Second tour |  |
| Candidat       | Candidat                 | Parti                              | Voix         | %            | Voix        | %           |  |
| -------------- | ------------------------ | ---------------------------------- | ------------ | ------------ | ----------- | ----------- |  |
|                | Éric Raoult élu          | UMP                                | 13 664       | 38,8         | 17 060      | 52,75       |  |
|                | Alain Calmat sortant     | Divers gauche (PS, PCF, Les Verts) | 12 652       | 35,92        | 15 284      | 47,25       |  |
|                | Laura Barsanti-Rabourdin | FN                                 | 5 510        | 15,64        |             |             |  |
|                | Guy Depelley             | Pôle républicain                   | 590          | 1,68         |             |             |  |
|                | Alain Gleren             | LCR                                | 447          | 1,27         |             |             |  |
|                | Noureddine Zenati        | Divers                             | 441          | 1,25         |             |             |  |
|                | Samia Benabdelouahed     | MÉI                                | 309          | 0,88         |             |             |  |
|                | Pascal Demangeot         | LO                                 | 299          | 0,85         |             |             |  |
|                | Marie-Thérèse Lauzier    | MNR                                | 293          | 0,83         |             |             |  |
|                | Fabrice Wauters          | Extrême droite                     | 292          | 0,83         |             |             |  |
|                | Arnaud Peltier           | LCR                                | 155          | 0,44         |             |             |  |
|                | Thomas Brun              | Divers                             | 129          | 0,37         |             |             |  |
|                | Martine Bodin            | PT                                 | 121          | 0,34         |             |             |  |
|                | Pierre Casta             | Divers                             | 119          | 0,34         |             |             |  |
|                | Christophe Oulai         | Divers écologiste                  | 110          | 0,31         |             |             |  |
|                | Simon Dielna             | Divers gauche                      | 88           | 0,25         |             |             |  |
|                | Antony Mangin            | UDF                                | 1            | 0            |             |             |  |
|                | Claude Augy              | Divers droite                      | 0            | 0            |             |             |  |
|                | Iris Sordes              | Divers                             | 0            | 0            |             |             |  |
|                |                          |                                    |              |              |             |             |  |
| Inscrits       | Inscrits                 | Inscrits                           | 56 011       | 100,00       | 56 011      | 100,00      |  |
| Abstentions    | Abstentions              | Abstentions                        | 20 282       | 36,21        | 22 607      | 40,36       |  |
| Votants        | Votants                  | Votants                            | 35 729       | 63,79        | 33 404      | 59,64       |  |
| Blancs et nuls | Blancs et nuls           | Blancs et nuls                     | 509          | 1,42         | 1 060       | 3,17        |  |
| Exprimés       | Exprimés                 | Exprimés                           | 35 220       | 98,58        | 32 344      | 96,83       |  |

Le suppléant d'Éric Raoult était le Docteur Ludovic Toro, médecin généraliste, conseiller municipal de Coubron, élu conseiller général du canton du Raincy en 2004.

### Élections de 2007
| Candidat       | Candidat                  | Parti          | Premier tour | Premier tour | Second tour | Second tour |  |
| Candidat       | Candidat                  | Parti          | Voix         | %            | Voix        | %           |  |
| -------------- | ------------------------- | -------------- | ------------ | ------------ | ----------- | ----------- |  |
|                | Éric Raoult sortant réélu | UMP            | 16 353       | 46,91        | 17 564      | 53,82       |  |
|                | Pascal Popelin            | PS             | 9 907        | 28,42        | 15 068      | 46,18       |  |
|                | Dominique Lausanne        | FN             | 2 163        | 6,2          |             |             |  |
|                | Ahmed Khelfi              | UDF–MoDem      | 1 615        | 4,63         |             |             |  |
|                | Jack Potavin              | PCF            | 1 221        | 3,5          |             |             |  |
|                | Samir Mihi                | Extrême gauche | 1 004        | 2,88         |             |             |  |
|                | Ginette Contrastin        | Les Verts      | 867          | 2,49         |             |             |  |
|                | Marianne Inayetian        | LCR            | 821          | 2,36         |             |             |  |
|                | Marie-Thérèse Nehme       | LT-LNÉ         | 400          | 1,15         |             |             |  |
|                | Herminia Fardeau          | MNR            | 257          | 0,74         |             |             |  |
|                | Laurence Derrey           | LO             | 252          | 0,72         |             |             |  |
|                | René-Olivier Oster        | Divers         | 0            | 0            |             |             |  |
|                |                           |                |              |              |             |             |  |
| Inscrits       | Inscrits                  | Inscrits       | 61 850       | 100,00       | 61 849      | 100,00      |  |
| Abstentions    | Abstentions               | Abstentions    | 26 501       | 42,85        | 28 304      | 45,76       |  |
| Votants        | Votants                   | Votants        | 35 349       | 57,15        | 33 545      | 54,24       |  |
| Blancs et nuls | Blancs et nuls            | Blancs et nuls | 489          | 1,38         | 913         | 2,72        |  |
| Exprimés       | Exprimés                  | Exprimés       | 34 860       | 98,62        | 32 632      | 97,28       |  |

### Élections de 2012
| Candidat       | Candidat                | Parti                          | Premier tour | Premier tour | Second tour | Second tour |  |
| Candidat       | Candidat                | Parti                          | Voix         | %            | Voix        | %           |  |
| -------------- | ----------------------- | ------------------------------ | ------------ | ------------ | ----------- | ----------- |  |
|                | Pascal Popelin élu      | PS                             | 12 387       | 37,22        | 17 308      | 54,10       |  |
|                | Éric Raoult sortant     | UMP (NC)                       | 9 953        | 29,91        | 14 682      | 45,90       |  |
|                | Gisèle Metay            | FN (RBM)                       | 5 461        | 16,41        |             |             |  |
|                | Martine Louaire         | PCF (FG)                       | 1 783        | 5,36         |             |             |  |
|                | Abdelali Meziane        | EÉLV                           | 1 643        | 4,94         |             |             |  |
|                | Montasser Charni        | MoDem (CpF)                    | 492          | 1,48         |             |             |  |
|                | Mohamed Mechmache       | Divers (Mouvement Affirmation) | 448          | 1,35         |             |             |  |
|                | Stéphane Chassigneux    | DLR                            | 339          | 1,02         |             |             |  |
|                | Gilles Mettelet         | MNR                            | 249          | 0,75         |             |             |  |
|                | Élias Abouhamda-Meziani | AÉI                            | 148          | 0,44         |             |             |  |
|                | Geneviève Reimeringer   | LO                             | 126          | 0,38         |             |             |  |
|                | Arnold Voillemin        | S&P                            | 104          | 0,31         |             |             |  |
|                | Sonia Casagrande        | NPA                            | 103          | 0,31         |             |             |  |
|                | Ahmed Khelifi           | NUFR ,                         | 42           | 0,13         |             |             |  |
|                | Denis Gauci             | RIC                            | 0            | 0,00         |             |             |  |
|                |                         |                                |              |              |             |             |  |
| Inscrits       | Inscrits                | Inscrits                       | 64 451       | 100,00       | 64 452      | 100,00      |  |
| Abstentions    | Abstentions             | Abstentions                    | 30 794       | 47,78        | 31 476      | 48,84       |  |
| Votants        | Votants                 | Votants                        | 33 657       | 52,22        | 32 976      | 51,16       |  |
| Blancs et nuls | Blancs et nuls          | Blancs et nuls                 | 379          | 1,13         | 986         | 2,99        |  |
| Exprimés       | Exprimés                | Exprimés                       | 33 278       | 98,87        | 31 990      | 97,01       |  |

### Élections de 2017
|                                                                                      |                                                                      |                           |                           |                          |                          |
|                                                                                      |                                                                      | Premier tour 11 juin 2017 | Premier tour 11 juin 2017 | Second tour 18 juin 2017 | Second tour 18 juin 2017 |
|                                                                                      |                                                                      |                           |                           |                          |                          |
|                                                                                      |                                                                      | Nombre                    | % des inscrits            | Nombre                   | % des inscrits           |
| Inscrits                                                                             | Inscrits                                                             | 64 794                    | 100,00                    | 64 794                   | 100,00                   |
| Abstentions                                                                          | Abstentions                                                          | 38 520                    | 59,45                     | 43 339                   | 66,89                    |
| Votants                                                                              | Votants                                                              | 26 274                    | 40,55                     | 21 455                   | 33,11                    |
|                                                                                      |                                                                      |                           | % des votants             |                          | % des votants            |
| Bulletins blancs                                                                     | Bulletins blancs                                                     | 348                       | 1,32                      | 1 651                    | 7,70                     |
| Bulletins nuls                                                                       | Bulletins nuls                                                       | 131                       | 0,50                      | 569                      | 2,65                     |
| Suffrages exprimés                                                                   | Suffrages exprimés                                                   | 25 795                    | 98,18                     | 19 235                   | 89,65                    |
|                                                                                      |                                                                      |                           |                           |                          |                          |
| Candidat Étiquette politique (partis et alliances)                                   | Candidat Étiquette politique (partis et alliances)                   | Voix                      | % des exprimés            | Voix                     | % des exprimés           |
|                                                                                      |                                                                      |                           |                           |                          |                          |
|                                                                                      | Stéphane Testé La République en marche                               | 8 730                     | 33,84                     | 10 196                   | 53,01                    |
|                                                                                      | Ludovic Toro Union des démocrates et indépendants (Les Républicains) | 5 078                     | 19,69                     | 9 039                    | 46,99                    |
|                                                                                      | Jordan Bardella Front national                                       | 3 886                     | 15,06                     |                          |                          |
|                                                                                      | Juan Branco La France insoumise                                      | 3 596                     | 13,94                     |                          |                          |
|                                                                                      | Samira Tayebi Bouhout Parti socialiste                               | 2 028                     | 7,86                      |                          |                          |
|                                                                                      | François Cochain Parti communiste français                           | 640                       | 2,48                      |                          |                          |
|                                                                                      | Ginette Contrastin Europe Écologie Les Verts                         | 639                       | 2,48                      |                          |                          |
|                                                                                      | Michelle Bosviel Debout la France                                    | 446                       | 1,73                      |                          |                          |
|                                                                                      | Sarra Mozdari Divers (Union populaire républicaine)                  | 250                       | 0,97                      |                          |                          |
|                                                                                      | Rosan Hurtus Écologiste (Parti radical de gauche)                    | 193                       | 0,75                      |                          |                          |
|                                                                                      | Sullivan Munoz Lutte ouvrière                                        | 184                       | 0,71                      |                          |                          |
|                                                                                      | Jean-Neel Xanthopoulos Divers (Allons enfants !)                     | 64                        | 0,25                      |                          |                          |
|                                                                                      | Frédéric Mercier Divers gauche                                       | 61                        | 0,24                      |                          |                          |
| Source : Ministère de l'Intérieur - Douzième circonscription de la Seine-Saint-Denis |                                                                      |                           |                           |                          |                          |

### Élections de 2022
Les élections législatives françaises de 2022 se déroulent les dimanches 12 et 19 juin 2022.
|                                                    |                                                                                         |                           |                           |                          |                          |
|                                                    |                                                                                         | Premier tour 12 juin 2022 | Premier tour 12 juin 2022 | Second tour 19 juin 2022 | Second tour 19 juin 2022 |
|                                                    |                                                                                         |                           |                           |                          |                          |
|                                                    |                                                                                         | Nombre                    | % des inscrits            | Nombre                   | % des inscrits           |
| Inscrits                                           | Inscrits                                                                                | 65 408                    | 100                       | 65 423                   | 100,00                   |
| Abstentions                                        | Abstentions                                                                             | 40 651                    | 62,15                     | 40 954                   | 62,60                    |
| Votants                                            | Votants                                                                                 | 24 757                    | 37,85                     | 24 469                   | 37,40                    |
|                                                    |                                                                                         |                           | % des votants             |                          | % des votants            |
| Bulletins blancs                                   | Bulletins blancs                                                                        | 361                       | 1,46                      | 1182                     | 4,83                     |
| Bulletins nuls                                     | Bulletins nuls                                                                          | 121                       | 0,49                      | 439                      | 1,79                     |
| Suffrages exprimés                                 | Suffrages exprimés                                                                      | 24 275                    | 98,05                     | 22 848                   | 93,38                    |
|                                                    |                                                                                         |                           |                           |                          |                          |
| Candidat Étiquette politique (partis et alliances) | Candidat Étiquette politique (partis et alliances)                                      | Voix                      | % des exprimés            | Voix                     | % des exprimés           |
|                                                    |                                                                                         |                           |                           |                          |                          |
|                                                    | Jérôme Legavre Nouvelle Union populaire écologique et sociale Parti ouvrier indépendant | 7 485                     | 30,83                     | 11 677                   | 51,11                    |
|                                                    | Stéphane Testé* Ensemble                                                                | 5 793                     | 23,86                     | 11 171                   | 48,89                    |
|                                                    | Jean-François Perier Rassemblement national                                             | 3 743                     | 15,42                     |                          |                          |
|                                                    | Ludovic Toro Union des démocrates et indépendants                                       | 3 512                     | 14,47                     |                          |                          |
|                                                    | Pierre-Marie Salle Mouvement conservateur (Reconquête)                                  | 1 278                     | 5,26                      |                          |                          |
|                                                    | Mariam Cisse Régionalistes                                                              | 931                       | 3,84                      |                          |                          |
|                                                    | Stéphanie Klebek Divers gauche                                                          | 539                       | 2,22                      |                          |                          |
|                                                    | Malik Houha Parti animaliste                                                            | 329                       | 1,36                      |                          |                          |
|                                                    | Amal Aissaoui Lutte ouvrière                                                            | 228                       | 0,94                      |                          |                          |
|                                                    | Bahri Cesur Sans étiquette                                                              | 196                       | 0,81                      |                          |                          |
|                                                    | Sophie Cicero Parti ouvrier indépendant démocratique                                    | 130                       | 0,54                      |                          |                          |
|                                                    | Arnold Voillemin Droite souverainiste                                                   | 130                       | 0,46                      |                          |                          |
| * Député sortant                                   |                                                                                         |                           |                           |                          |                          |

### Élections de 2024
| Candidat                 | Candidat                 | Parti et coalition       | Nuances                  | Premier tour | Premier tour | Second tour | Second tour |
| Candidat                 | Candidat                 | Parti et coalition       | Nuances                  | Voix         | %            | Voix        | %           |
| ------------------------ | ------------------------ | ------------------------ | ------------------------ | ------------ | ------------ | ----------- | ----------- |
|                          | Jérôme Legavre           | POI (NFP)                | UG                       | 17 566       | 45,11        | 22 974      | 64,59       |
|                          | Jean-François Perier     | RN                       | RN                       | 10 140       | 26,04        | 12 596      | 35,41       |
|                          | Xavier Lemoine           | Via                      | DVD                      | 5 016        | 12,88        |             |             |
|                          | Virginie Roitman         | HOR (ENS)                | ENS                      | 4 893        | 12,57        |             |             |
|                          | Francis Dijos            | REC                      | REC                      | 546          | 1,40         |             |             |
|                          | Amal Aissaoui            | LO                       | EXG                      | 503          | 1,29         |             |             |
|                          | Dominique Vincenot       | PT                       | EXG                      | 273          | 0,70         |             |             |
|                          | Serjan Kirma             | SE                       | DIV                      | 0            | 0,00         |             |             |
|                          | Didier Martinot          | NPA-R                    | EXG                      | 0            | 0,00         |             |             |
|                          |                          |                          |                          |              |              |             |             |
| Votes valides            | Votes valides            | Votes valides            | Votes valides            | 38 937       | 97,72        | 35 570      | 91,64       |
| Votes blancs             | Votes blancs             | Votes blancs             | Votes blancs             | 650          | 1,63         | 2 596       | 6,69        |
| Votes nuls               | Votes nuls               | Votes nuls               | Votes nuls               | 260          | 0,65         | 648         | 1,67        |
| Total                    | Total                    | Total                    | Total                    | 39 847       | 100          | 38 814      | 100         |
| Abstention               | Abstention               | Abstention               | Abstention               | 26 527       | 39,97        | 27 589      | 41,55       |
| Inscrits / participation | Inscrits / participation | Inscrits / participation | Inscrits / participation | 66 374       | 60,03        | 66 403      | 58,45       |